# 方瑛
方瑛（ほう えい、1416年 - 1460年）は、明代の軍人。本貫は滁州全椒県。

## 生涯
都督の方政と陳氏のあいだの子として生まれた。正統初年、舎人として父に従って麓川の征討にあたった。1439年（正統4年）、父が戦死すると、方瑛は憤激して矢を放ち、父の仇に報復した。蔭官により金吾右衛指揮使に任じられたが、ほどなく父の死事の功績により都指揮同知に進んだ。
1441年（正統6年）、方瑛は王驥に従って麓川の反乱を討った。兵6000を率い反乱軍の堡塁に突撃して蹂躙し、その地を平定した。都指揮使に進んだ。1442年（正統7年）秋、再び王驥に従って貢章・沙壩・阿嶺の少数民族の乱を破った。後軍都督府都督僉事に進んだ。1447年（正統12年）、右参将として雲南に駐屯した。1448年（正統13年）、再び王驥に従って麓川の乱を討った。鬼山の大寨を破り、雲南にもどった。
1450年（景泰元年）、方瑛は北京に召還されて、都督同知に進んだ。貴州で苗族の反乱が起こり、王驥が方瑛の下向を求めた。4月、方瑛は右副総兵に任じられて、保定伯梁珤や侍郎侯璡とともに反乱軍を撃破した。右都督に進んだ。また賞改の諸寨を破り、苗王を称する王阿同らを捕らえた。侯璡が死去すると、都御史の王来が代わって軍務を監督し、官軍は道を分けて香爐山の反乱軍を攻撃した。方瑛は龍場から香爐山に入り、反乱軍を破った。
1452年（景泰3年）秋、方瑛は法を違えたとして王来に弾劾されたが、不問に付された。王来が北京に召還されると、方瑛は貴州に駐屯して守備するよう命じられた。その冬、白石崖の反乱軍を討ち、2500人を捕斬し、460寨を降伏させた。左都督に進んだ。1454年（景泰5年）、四川草塘の苗族の黄龍・韋保が乱を起こし、平天大王を自称し、播州の西坪・黄灘を略奪した。方瑛は巡撫の蔣琳とともに四川の兵と合流して掃討を進め、反乱者たちを捕らえた。兵を分けて中潮山と三百灘・乖西・谷種・乖立の諸寨を攻略し、王を称する谷蟻丁らを捕らえて、7000人あまりを斬首した。方瑛は詔により南和伯に封じられた。
方瑛は北京に召還され、石亨とともに京営の軍務を監督した。1455年（景泰6年）、湖広の苗族が反乱を起こすと、方瑛は平蛮将軍に任じられて、京軍を率いてこれを討った。御史の張鵬が方瑛の行軍の後について調査し、方瑛が全く略奪をおこなっていなかったことを報告した。
1456年（景泰7年）、蒙能率いる反乱軍が平渓衛を攻撃し、都指揮の鄭泰らが迎撃した。蒙能が火槍に当たって戦死すると、方瑛は沅州に軍を進め、鬼板など160あまりの寨を連破した。尚書石璞とともに天柱に兵を転進させ、陳友らを率いて天堂諸寨を分進攻撃し、これらを撃破した。270の寨を攻略し、侯や伯を称する者以下102人を捕らえた。1457年（天順元年）、英宗に勝利が奏聞されると、石璞は北京に召還され、方瑛は貴州・湖広にとどまった。方瑛は蒙能の残党を討ち、銅鼓・藕洞の195寨を攻略した。覃洞・上隆の苗族の首領たちを斬って、苗族の帰順を受け入れた。功績により爵位を南和侯に進められた。1458年（天順2年）、東方の苗族の干把豬らが都勻衛などを攻撃した。方瑛は巡撫の白圭とともに四川・湖広・雲南・貴州の軍と合流して干把豬らを討ち、600あまりの寨を攻略した。1459年（天順3年）、都勻衛などを掃討し、200あまりの寨を攻略し、3000人あまりを捕斬した。1460年11月10日（天順4年10月28日）、死去した。享年は45。諡は忠襄といった。
子の方毅が、南和伯の爵位を嗣いだ。